# Dichromodes exsignata
Dichromodes exsignata är en fjärilsart som beskrevs av Walker 1861. Dichromodes exsignata ingår i släktet Dichromodes och familjen mätare. Inga underarter finns listade i Catalogue of Life.